# Bazarak
Bazarak (pers. بازارک) – miasto w północno-wschodnim Afganistanie. Jest stolicą prowincji Pandższir. W pobliżu miejscowości znajduje się grób Masuda Ahmada Szaha Lwa Pandższiru. W 2021 roku miasto liczyło prawie 22 tys. mieszkańców.